# Rich Men North of Richmond
«Rich Men North of Richmond» es una canción del músico estadounidense de country y folk Oliver Anthony, publicada el 8 de agosto de 2023. Se convirtió rápidamente en un éxito viral después de ganar fuerza en las redes sociales. A los pocos días de su lanzamiento, encabezó algunas listas de ventas y de streaming, para después posicionarse en la cima de la clasificación de Billboard Hot 100, hecho que convirtió a Anthony en el primer artista en debutar en el tope de dicha clasificación sin apariciones previas de ningún tipo. La canción recibió elogios de algunos políticos conservadores, quienes la describieron como un «himno de cuello azul», un «himno de todos» y un «himno derechista». Varios medios incluso la relacionaron con el movimiento ultraderechista que domina la cultura pop en la música convencional.
Anthony grabó el tema en colaboración con su mánager, el músico de country Draven Riffe de Radiowv. Escrita en pocos días y grabada en el transcurso de un día solamente con su voz y una guitarra acústica con resonador, fue su primera canción grabada profesionalmente. «Rich Men North of Richmond» ha sido comparada con otras composiciones por su estructura musical y su temática política, como «Try That in a Small Town» de Jason Aldean y «Brother, Can You Spare a Dime?» de Jay Gorney. Fue abordada en medio del primer debate presidencial republicano; en respuesta, Anthony rechazó los intentos de «tratar de meterme en un cubo político» y describió la canción como una crítica a los políticos demócratas y republicanos por igual.

## Composición

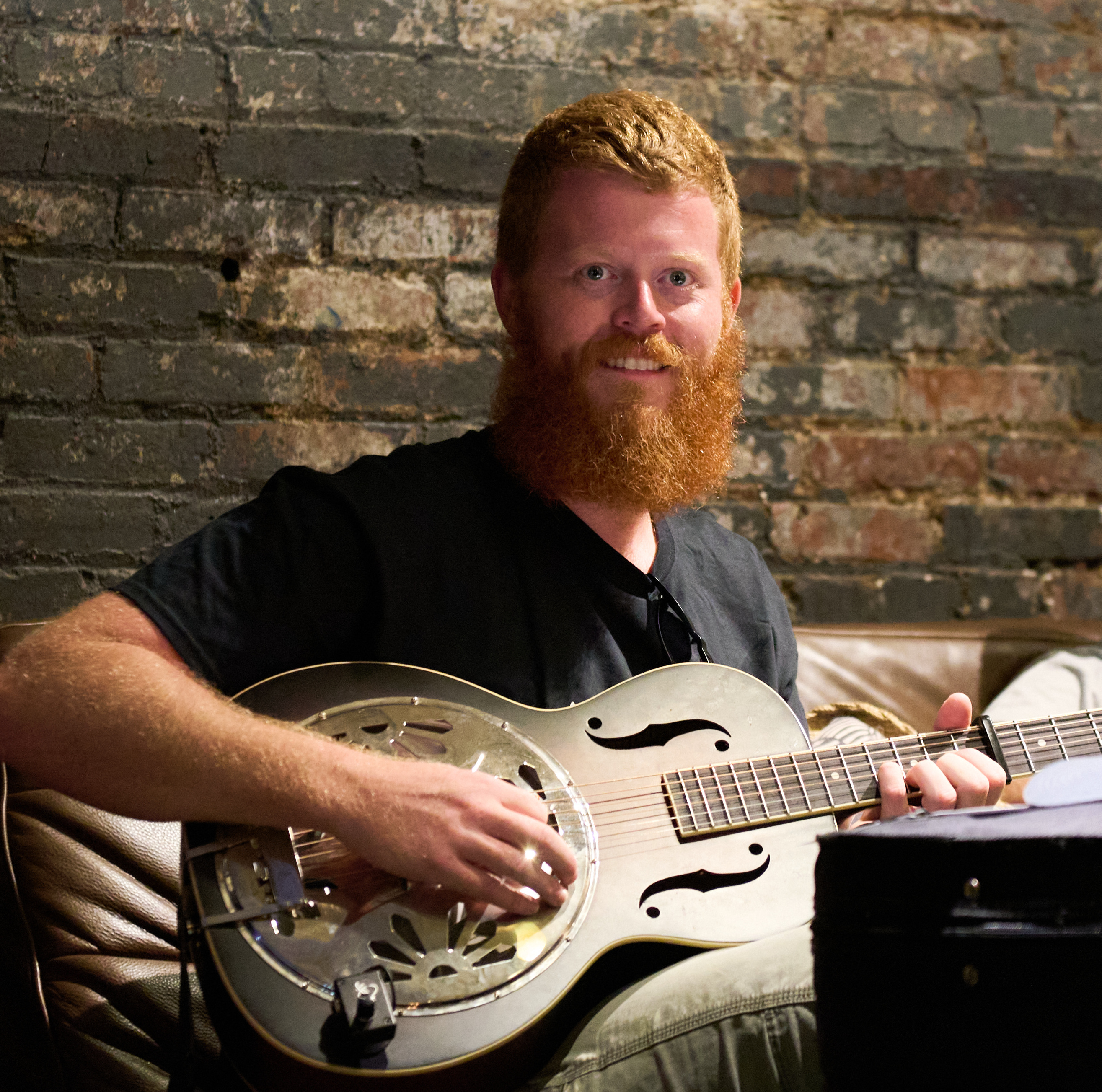
Oliver Anthony, quien escribió totalmente la canción basado en su experiencia como trabajador de cuello azul en Carolina del Norte y Virginia por nueve años.

La canción pertenece al género folk; varios medios la describieron incorrectamente como country. Es similar a otros sencillos número uno de Billboard Hot 100 de 2023 como «Like Crazy» de Jimin y «Kill Bill» de SZA por el hecho de no mencionar literalmente su título en los versos. De igual forma, su estructura simple, duración, ritmo y tiempo de entrada al estribillo guardan similitudes con algunos de estos sencillos. Escrita en tiempo común bajo la tonalidad de sol menor y un ritmo de 118 pulsaciones por minuto, tiene una duración de tres minutos y siete segundos, y un rango vocal que se extiende de si♭3 a sol5. Está estructurada en forma de verso-estribillo y posee elementos de pre-estribillo y cambio. Aunque contiene un outro, carece de una introducción.
Su letra aborda temas de conversación comunes en la ideología de derecha, como los bajos salarios («for bullshit pay»), escasez alimentaria («nothing to eat»), inflación alta («dollar ain't shit»), impuestos elevados («taxed to no end»), trata de niños («minors on an island»), corrupción en los servicios sociales («the obese milkin' welfare») y centralización del poder («wanna have total control»). En un vídeo en el que explica su composición, Anthony afirmó que sus letras intentan hablar en nombre de la clase trabajadora y que aspira a ser una «voz para esa gente» que, aunque «hagan lo que hagan, no consiguen salir adelante». Ha sido comparada con «Brother, Can You Spare a Dime?», un tema de Jay Gorney quien, al igual que Anthony, «contaba la historia de un trabajador desilusionado» que «se sentía traicionado por el sistema».

## Grabación y lanzamiento
En una entrevista con el podcaster Joe Rogan, Anthony confesó que tenía escrita la primera mitad de la canción cuando Draven Riffe lo instó a componer las partes restantes, algo que le llevó solamente dos días. El músico manifestó que terminó la composición a las 3:00 de un día sábado y la sesión de grabación empezó a las 6:30 del mismo día, y que solamente usó su voz y una guitarra acústica con resonador, por lo que el resultado fue una canción bastante cruda y sin pulir, con ruido de fondo y recortes clipping. Para David y Yael Penn de Billboard, esto ayudó a darle una calidad auténtica y emocional.
Fue publicada inicialmente en la plataforma YouTube el 8 de agosto de 2023 en el canal de country Radiowv; el video recibió más de cinco millones de visitas en sus primeros tres días. Previo a su éxito, Anthony no era un músico muy conocido y solo había grabado canciones en su teléfono celular.«Rich Men North of Richmond» fue su primera composición grabada profesionalmente.

## Recepción crítica
La canción se ha atribuido a una amplia gama de influencias, y varios comentaristas la han descrito como un «himno» para el «hombre común», para los trabajadores de cuello azul, para los conservadores y para la derecha política, aunque Anthony descartó esta última afirmación. El tema fue elogiado por la representante republicana Marjorie Taylor Greene, por el cantante de country John Rich, por el podcaster Joe Rogan y por los comentaristas conservadores Dan Bongino y Matt Walsh. El músico y comentarista Winston Marshall la describió en un artículo de opinión para The Spectator como una «melodía original en bruto [...] que condena los poderes fácticos en D.C., los pedófilos de élite y la difícil situación de los trabajadores estadounidenses comunes» que «ha resonado como una guitarra nacional entre los estadounidenses amantes de la música [y] hambrientos de algo auténtico».

No todos sus defensores pertenecen a la derecha política; el senador demócrata Chris Murphy manifestó que «los progresistas deberían escucharla», con la sugerencia de que las cuestiones planteadas son «todos los problemas para los que la izquierda tiene mejores soluciones que la derecha». Por el contrario, el editor ejecutivo conservador de la revista National Review, Mark Anthony Wright, criticó la letra al argumentar que «si eres un hombre en forma y físicamente capacitado, y estás trabajando "horas extras por un sueldo de mierda", necesitas encontrar un nuevo trabajo».
Al describirla como «un discurso apasionado contra el estado del país», el escritor de Rolling Stone Joseph Hudak afirmó que Anthony profundiza en «los temas conversativos de la era Reagan sobre los servicios sociales». Jay Caspian Kang escribió en The New Yorker que «dependiendo de su política, [Anthony] es una voz enviada desde el cielo para expresar la ira de la clase trabajadora blanca, o es una creación viral totalmente construida para atraer el resentimiento, con un barniz espeso y folclórico de lo estadounidense». En una entrevista con Billboard, el mánager y músico Draven Riffe declaró: «Ambos oramos antes de grabar "Rich Men North of Richmond" [...] En nuestra opinión, Dios ha elegido hablar a todos los estadounidenses por medio de Oliver, en todo el mundo».

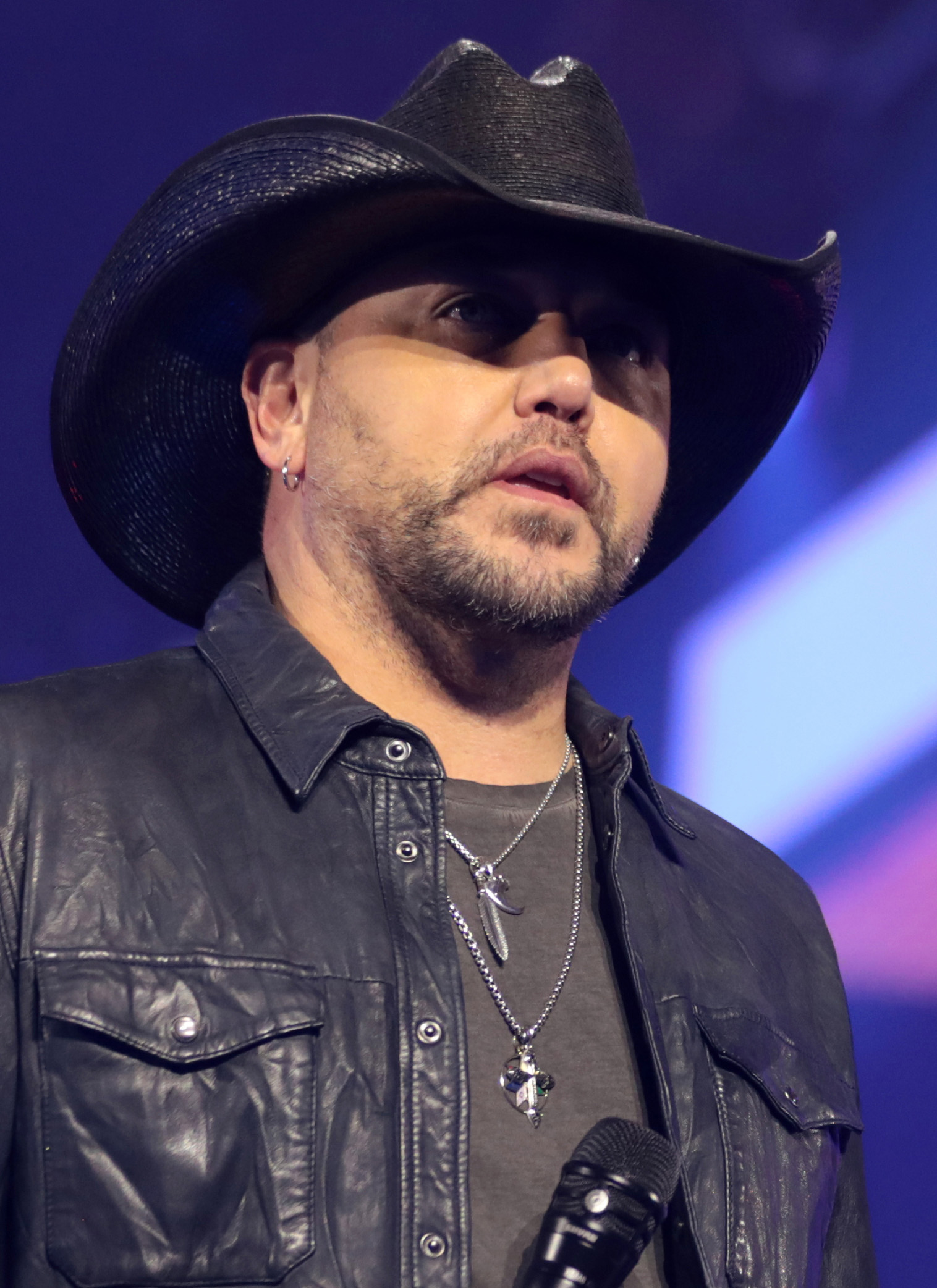
Los críticos relacionaron la letra de la canción con «Try That in a Small Town» de Jason Aldean (en la foto) por su inclinación política

«Rich Men North of Richmond» fue comparada con «Try That in a Small Town» de Jason Aldean, una canción country popular entre los conservadores que llegó a ocupar el primer lugar en la lista nacional de iTunes. Emma Keates escribió en The AV Club que las letras de Anthony «no son [...] tan descaradamente amenazantes como los del sencillo de Aldean, pero en general todavía se basan en una serie de estereotipos regresivos y groseros que se están filtrando en la música convencional de una manera aterradora». Algunos medios criticaron la línea «the obese milkin' welfare», alegando que se basa en estereotipos negativos sobre los beneficiarios de los servicios sociales.
Caryn James de BBC World la describió como «el último de una serie de puntos de inflamación culturales controvertidos» que dividieron a Estados Unidos, y Anne Branigin de The Washington Post argumentó que, al igual que la película Sound of Freedom y la canción de Aldean, «Rich Men North of Richmond» es una prueba de que «la extrema derecha está ganando terreno en el mundo de la cultura pop», anteriormente dominado por «personalidades y valores de izquierda». Una visión alternativa, planteada en el medio de noticias australiano news.com.au, es que «no importa a dónde vayas y a quién impresiones, siempre habrá un grupo de personas deseosas de malinterpretar tu mensaje», y por eso, aunque el tema trata «claramente sobre un llamado a las armas de la clase trabajadora, hubo algunos que vieron la canción como un "himno ofensivo de la derecha"».
También recibió una respuesta del cantante y activista británico Billy Bragg, quien escribió una canción titulada «Rich Men Earning North of a Million» con letras que alientan a la organización laboral.

### En política
Se hizo referencia a la canción en la pregunta inicial del primer debate presidencial republicano en Milwaukee el 23 de agosto de 2023. La periodista Martha MacCallum preguntó al gobernador de Florida Ron DeSantis acerca de la popularidad del tema de Anthony, y DeSantis respondió que el país está «en declive», pero que el declive «no es inevitable» y que «esos hombres ricos al norte de Richmond nos han puesto en esta situación». Fox News afirmó que se había puesto en contacto con Anthony antes del debate y había recibido permiso para reproducirla.
La línea que acusa a los políticos «que buscan menores en una isla perdida» se ha interpretado como una referencia a Jeffrey Epstein y su isla privada, y ha llevado a especular que Anthony alude a la teoría de la conspiración de QAnon, que gira en torno a la creencia de que algunos políticos y otras élites se involucran en el tráfico sexual de niños y otros abusos infantiles.

### Respuesta de Anthony

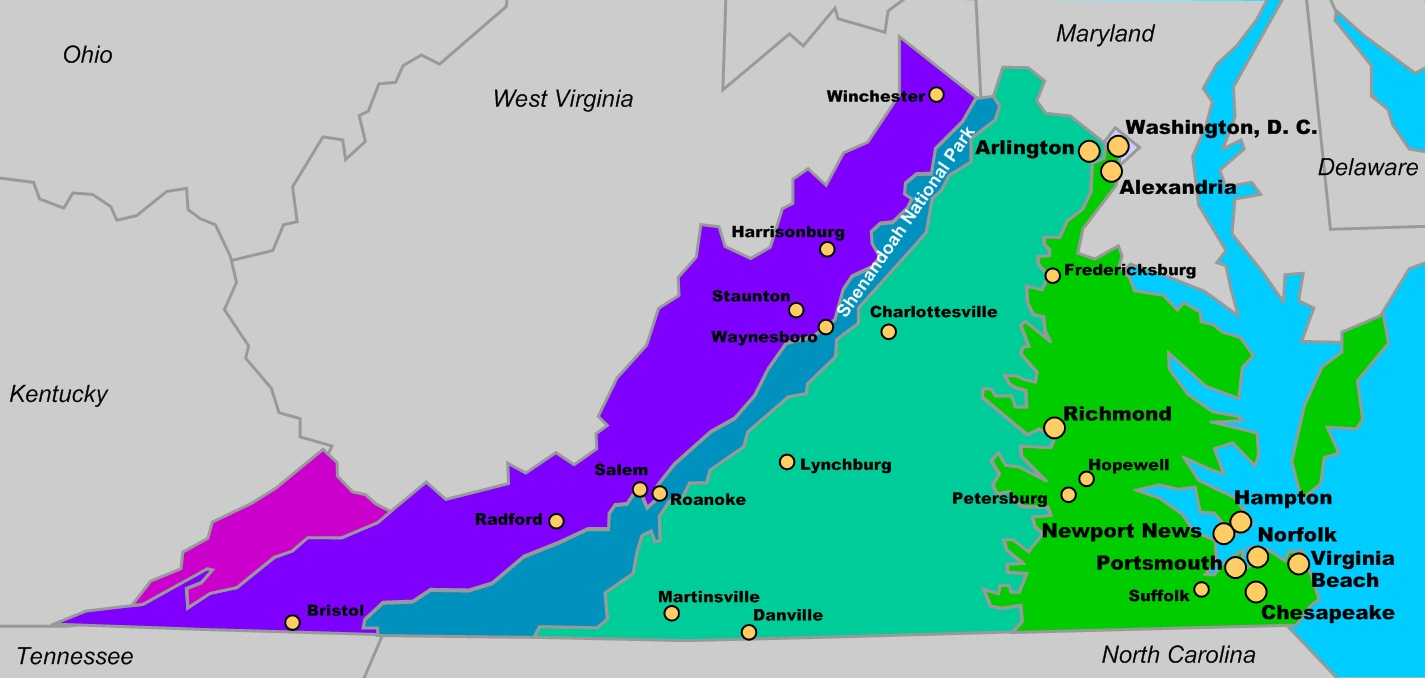
Anthony manifestó que habla sobre los políticos situados en Washington, D. C., ciudad que queda al norte de Richmond, capital del estado de Virginia (en la imagen), ubicación que da origen al nombre de la canción.

El 25 de agosto de 2023, Anthony se refirió al debate presidencial en un video al manifestar: «Fue divertido ver mi canción en el debate presidencial, porque habla sobre ellos, ya saben [...] Está escrita sobre la gente en ese escenario, y también sobre muchas cosas más. No sólo ellos, sino definitivamente ellos». Asimismo, describió su política como de «centro radical» y aclaró que tampoco apoya a Joe Biden.
El músico dijo que su canción ha sido «utilizada como arma» por la derecha y la izquierda: «Veo a la derecha tratando de caracterizarme como uno de los suyos. Y veo a la izquierda tratando de desacreditarme, supongo que en represalia. Esa mierda tiene que parar». Declaró que las personas a las que hace referencia «han hecho todo lo posible en las últimas dos semanas para hacerme parecer un tonto, para tergiversar mis palabras, para tratar de meterme en un cubo político», y se dirigió a quienes la interpretaron como «un ataque contra los pobres», manifestando que «todas mis canciones hacen referencia a la clase social y defienden a los pobres». También añadió en torno a los «hombres ricos»: «30 millones de personas entendieron lo que estaba diciendo, pero sólo se necesitan unos pocos para intentar descarrilar el tren, para tratar de enviar narrativas falsas».

## Rendimiento comercial
«Rich Men North of Richmond» debutó en el primer lugar de la lista Billboard Hot 100 el 26 de agosto de 2023, con 147 000 descargas y 17,5 millones de reproducciones en esa semana, lo que convirtió a Anthony en el primer artista en posicionar una canción en la cima de dicha clasificación sin entradas previas de ningún tipo (otros cinco artistas solistas lo lograron anteriormente, pero tuvieron entradas previas en otras formas). Anthony se convirtió también en el tercer artista sin firmar en tener un sencillo número uno en la lista, después de «Stay (I Missed You)» de Lisa Loeb (1994) y «Can't Hold Us» y «Thrift Shop» de Macklemore & Ryan Lewis (2013).
Es también la primera canción de un artista masculino solista en llegar tanto a la lista Hot 100 como a la clasificación Hot Country Songs simultáneamente en su semana de debut. Se mantuvo en la cima en las listas Hot 100, Hot Country Songs y Digital Songs en su segunda semana, y, aunque sus descargas cayeron un 20 % llegando a 117 000, el streaming aumentó un 31 % alcanzando los 22,9 millones. El airplay aumentó un 310 % a 2,3 millones de impresiones, pese a no recibir ninguna promoción radial.

## Posicionamiento en listas
| País           | Lista (2023)         | Posición más alta |
| -------------- | -------------------- | ----------------- |
| Australia      | ARIA Top 100 Singles | 14                |
| Canadá         | Canadian Hot 100     | 3                 |
| Varios         | Billboard Global 200 | 2                 |
| Irlanda        | IRMA                 | 10                |
| Países Bajos   | Dutch Top 40         | 11                |
| Nueva Zelanda  | Recorded Music NZ    | 14                |
| Suecia         | Sverigetopplistan    | 26                |
| Reino Unido    | UK Singles Chart     | 23                |
| Reino Unido    | UK Indie Chart       | 5                 |
| Estados Unidos | Billboard Hot 100    | 1                 |
| Estados Unidos | Country Airplay      | 40                |
| Estados Unidos | Hot Country Songs    | 1                 |

| País           | Lista (2023)      | Posición más alta |
| -------------- | ----------------- | ----------------- |
| Canadá         | Canadian Hot 100  | 70                |
| Estados Unidos | Billboard Hot 100 | 78                |
| Estados Unidos | Hot Country Songs | 26                |